# روز کاری هشت ساعته

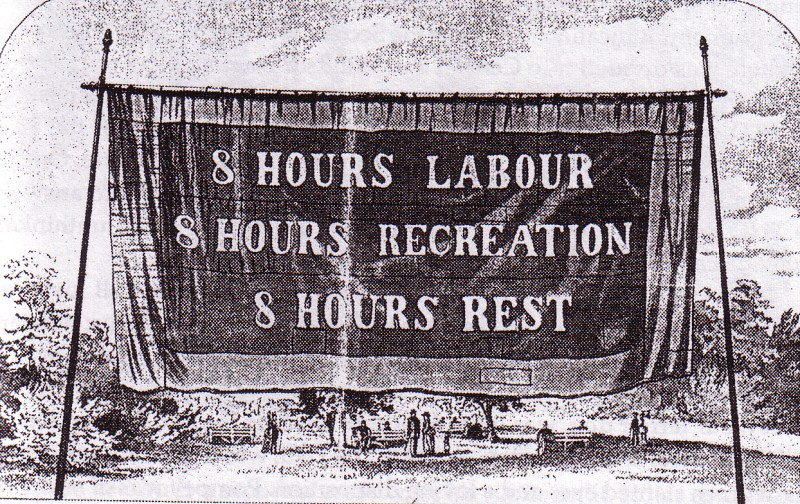
در تصویر به روشنی اهمیت ساعت کار هشت ساعته بر سلامت و رفاه انسان با شعار معروف «هشت ساعت کار، هشت ساعت استراحت، هشت ساعت خواب» مطرح می‌شود.

روز کاری هشت ساعته (انگلیسی: Eight-hour day) یا هفتهٔ کاری چهل ساعته جنبشی اجتماعی بود که هدفش تنظیم زمان کاری کارگران و جلوگیری از زیاده‌روی و سوء استفاده از ایشان بود. ریشه‌های این جنبش به دوران انقلاب صنعتی در بریتانیا بازمی‌گردد، که در آن تولید صنعتی در کارخانه‌های بزرگ نوع زندگی را متحول کرد. در این کارخانه‌ها استفاده از کودکان کار معمول بود، ساعت کاری به ۱۰ تا ۱۶ ساعت در روز می‌رسید، و هفتهٔ کاری شش روز بود. در ۱۸۱۰، رابرت اوون خواستار معمول کردن روز کاری ده ساعته شد و در صنایع سوسیالیستی خودش در نیو لنارک آن را
اجرایی کرد. وی در ۱۸۱۷ هدف «روز کاری هشت ساعته» را تعریف کرد و شعار «هشت ساعت کار، هشت ساعت تفریح، هشت ساعت خواب» را ابداع نمود. پس از انقلاب ۱۸۴۸، کاهش ساعات کاری کارگران از اولین اقدامات منشورگرایان بود. در ۱۸۶۶، انجمن بین‌المللی کارگران در ژنو این روز کاری هشت ساعته را در بیانیهٔ تأسیس خود آورد. کارل مارکس در سرمایه افزایش ساعت کاری را سبب کاهش سلامت کارگران و در نتیجه توقف پیشرفت اخلافی و فیزیکی بشر می‌داند. پس از جنگ جهانی اول و بنا بر نص پیمان ورسای، سازمان بین‌المللی کار تأسیس شد که یکی از اولی مسائل مطرح در آن روز کاری هشت ساعته بود که در کنوانسیون ساعات کار ۱۹۱۹ آورده شد و تا کنون (۲۰۱۶) ۵۲ کشور جهان آن را تصویب کرده‌اند.